# Marta Amigó Vilalta
Marta Amigó Vilalta (Espluga de Francolí, 1980) és una mestra catalana. És llicenciada en Història i Ciències de la Música i ostenta els títols de monitora i àrbitre de la Federació Catalana d'escacs.
El 2008 va posar en marxa a l'escola Sant Ramon el projecte didàctic Dona’m la mà. Els escacs com a eina educativa, i d'aquesta experiència el juny de 2010 obtingué el Premi Extraordinari 110 Anys d'Esport i Ciutadania.
Del 2010 al 2019 ha estat presidenta del Club d'Escacs l'Espluga de Francolí, i des del 2003 és membre de la junta directiva de la Federació Catalana d'Escacs, on ha estat la màxima responsable de diverses àrees (Escacs Femenins, Escacs Base, Delegada Territorial de Tarragona, Monitors i Entrenadors i, actualment, Escacs i Escola). El 7 de gener de 2011 fou nomenada delegada territorial de Tarragona, càrrec que ocupà fins al 2014.
L'octubre de 2015 fou escollida pel Departament d'Ensenyament de la Generalitat de Catalunya per explicar a Mèxic l'experiència catalana sobre la incorporació dels escacs en l'educació dins del marc del tercer seminari de capacitació i certificació per a professors d'escacs que organitza la Fundació Kaspàrov d'Iberoamèrica.

## Llibres
- Illescas, Miquel; Morcillo, Jordi; Amigó, Marta. Aprendemos a pensar jugando 1.  Barcelona: EDAMI, 2009. ISBN 978-84-613-4163-1.
- Illescas, Miquel; Morcillo, Jordi; Amigó, Marta. Aprendemos a pensar jugando 2.  Barcelona: EDAMI, 2009. ISBN 978-84-613-4164-1.